# تسوتلین چونچوکوف
تسوتلین چونچوکوف (بلغاری: Цветелин Луков Чунчуков؛ زادهٔ ۲۶ دسامبر ۱۹۹۴) بازیکن فوتبال اهل بلغارستان است.
از باشگاه‌هایی که در آن بازی کرده است می‌توان به باشگاه فوتبال بوتو پلوودیو، باشگاه فوتبال لودوگورتس رازگراد، و باشگاه ورزشی سپسی اواس‌کا سفنتو گئورگه اشاره کرد.
وی همچنین در تیم‌های ملی فوتبال زیر ۲۱ سال بلغارستان و بلغارستان بازی کرده است.